# Ренан, Ари
Ари Ренан (Эрнест Корнелис Ари Ренан, фр. Ernest Cornélis Ary Renan; 28 октября 1858, Париж — 4 августа 1900, там же) — французский символист, художник и поэт.

## Биография
Сын философа Эрнеста Ренана (1823—1892), внук художника Анри Шеффера (1798—1862), внучатый племянник знаменитого художника Ари Шеффера (1795—1858), через несколько месяцев после смерти которого родился и именем которого был назван.
Учился в Высшей школе изящных искусств Парижа у Жюля Эли Делоне и Пьера Пюви де Шаванна. Пюви де Шаванн прежде недолгое время был учеником Анри Шеффера, деда Ари Ренана. В некоторых ранних работах Ари Ренана, в свою очередь, ощущается влияние Пюви де Шаванна (тогда как в других ранних работах — Делоне).
Ари Ренан выставлялся в Парижском салоне с 1880 года; между 1893 и 1897 годами участвовал в выставках Национального общества изобразительных искусств, членом которого был и его учитель Пюви де Шаванн. Ренан был близким другом одного из лидеров символистов Гюстава Моро, и в своём творчестве старался следовать этому течению. Перу Ренана также принадлежит 130-страничная биография Моро.
Современники описывали Ари Ренана как великодушного и интеллектуального человека, красивого в молодости, который вынужден был ходить, опираясь на трость. Это, однако, не помешало ему совершить в 1890-х годах путешествие по Италии (Венеция, Неаполь, Искья) и по Востоку (Алжир, Тунис, Сирия). Свои впечатления о путешествиях Ари Ренан обобщил в книге «Paysages historiques» («Исторические пейзажи»), изданной в 1898 году.
Ари Ренан часто работал в Бретани, в старинном городе Трегье, откуда был родом его отец. Вместе с художественным критиком Арманом Дайо (фр.) он основал Ассоциацию бретонцев Парижа, которая позже стала называться «Association des bleus de Bretagne» (фр.). Эта ассоциация отстаивала республиканские, а иногда и откровенно левые взгляды, антиклерикализм и приверженность французскому языку, и никогда не пользовалась популярностью в Бретани — одной из самых религиозных и монархических (роялистских) провинций Франции, где, к тому же, была сильна приверженность к местному регионализму и бретонскому языку, не имеющему в своей основе ничего общего с французским. В качестве президента ассоциации Ари Ренан в конце 1890-х годов активно участвовал в защите Альфреда Дрейфуса.
Ари Ренан нередко выступал в современной ему французской печати (в частности, в «La Gazette des beaux-arts» (фр.) и «Le Temps» (фр.) с путевыми заметками и художественной критикой. Публиковались там и стихи Ренана. Художник, поэт, журналист и общественный деятель, Ренан был достаточно заметной фигурой общественной жизни Парижа, в особенности, в течение 1890-х годов. В 1895 году он стал кавалером ордена Почётного легиона.
Ари Ренан скончался в 1900 году в Париже и был похоронен в склепе Ари Шеффера на кладбище Монмартр.
Его картины сегодня хранятся в собраниях Музее Орсе в Париже, Музея изящных искусств (фр.) в Кемпере, Музея Пикардии (фр.) в Амьене. Его творчество также представлено в доме-музее его отца, Эрнеста Ренана (фр.), в Трегье, а также в Музее романтической жизни (фр.) в Париже — семейном доме Шефферов и Ренанов.
- «Иногда я чувствую, как в моём сердце поднимается ностальгия
- По чересчур прекрасным материкам, увиденным мною во сне,
- И тогда я верю в своем безумии, что неистовая стихия
- Принесла меня из страны Золотого века, и что Миф оживёт во мне.»[6]

## Галерея

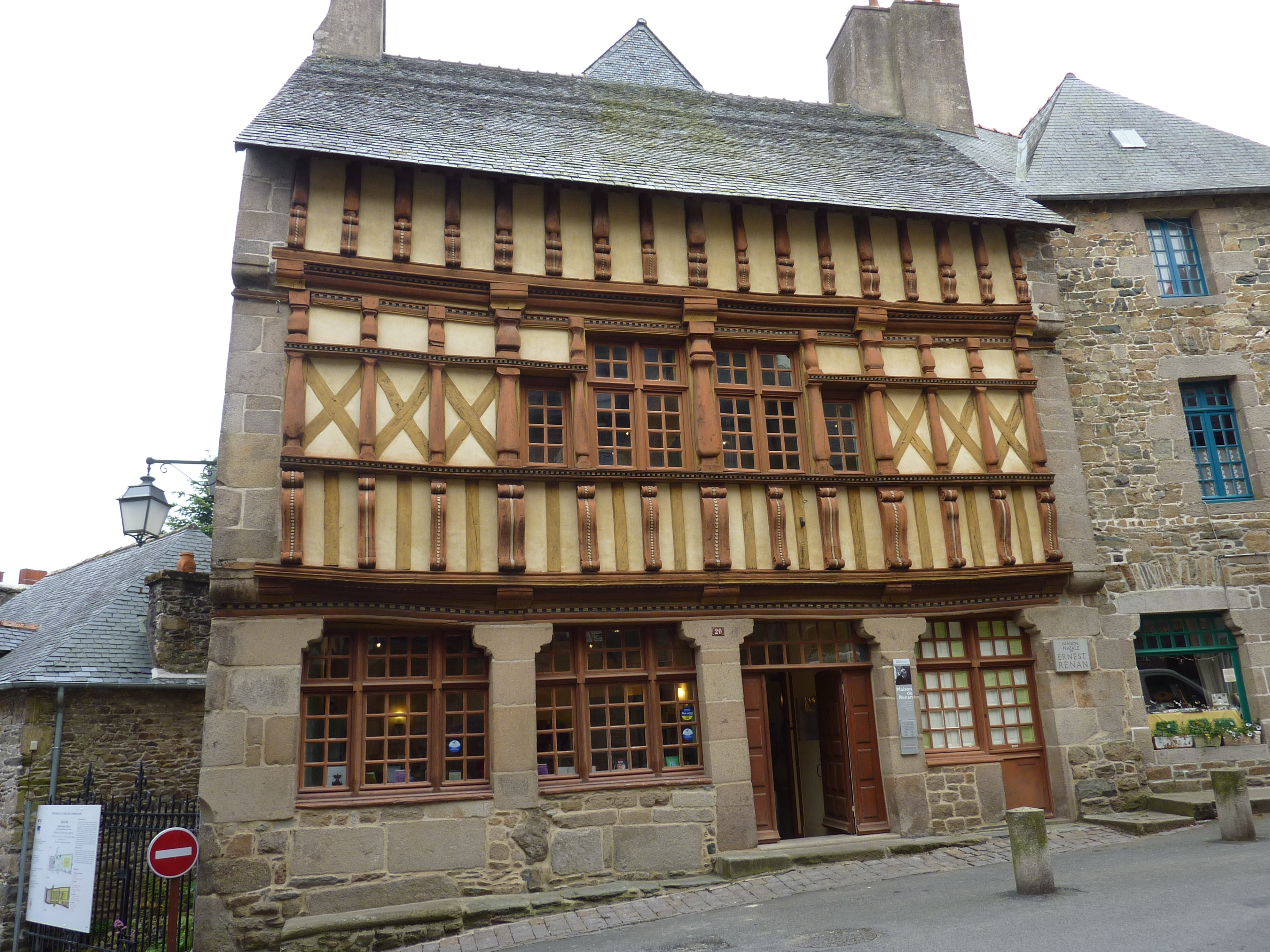
Дом Ренанов в Трегье, Бретань, ныне — Дом-музей Эрнеста Ренана (фр.)
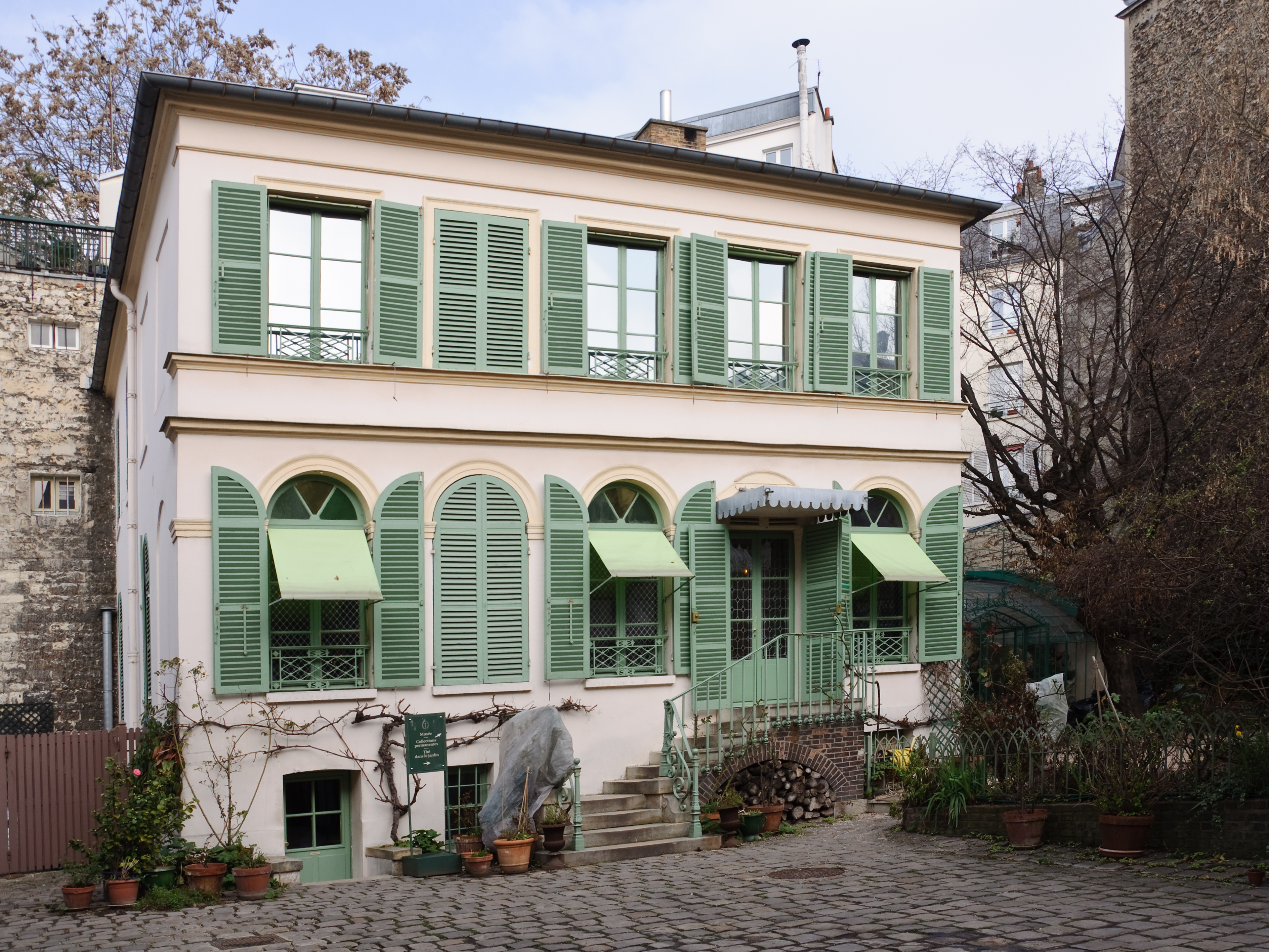
Дом Ренанов в Париже, ныне — Музей романтической жизни (фр.)
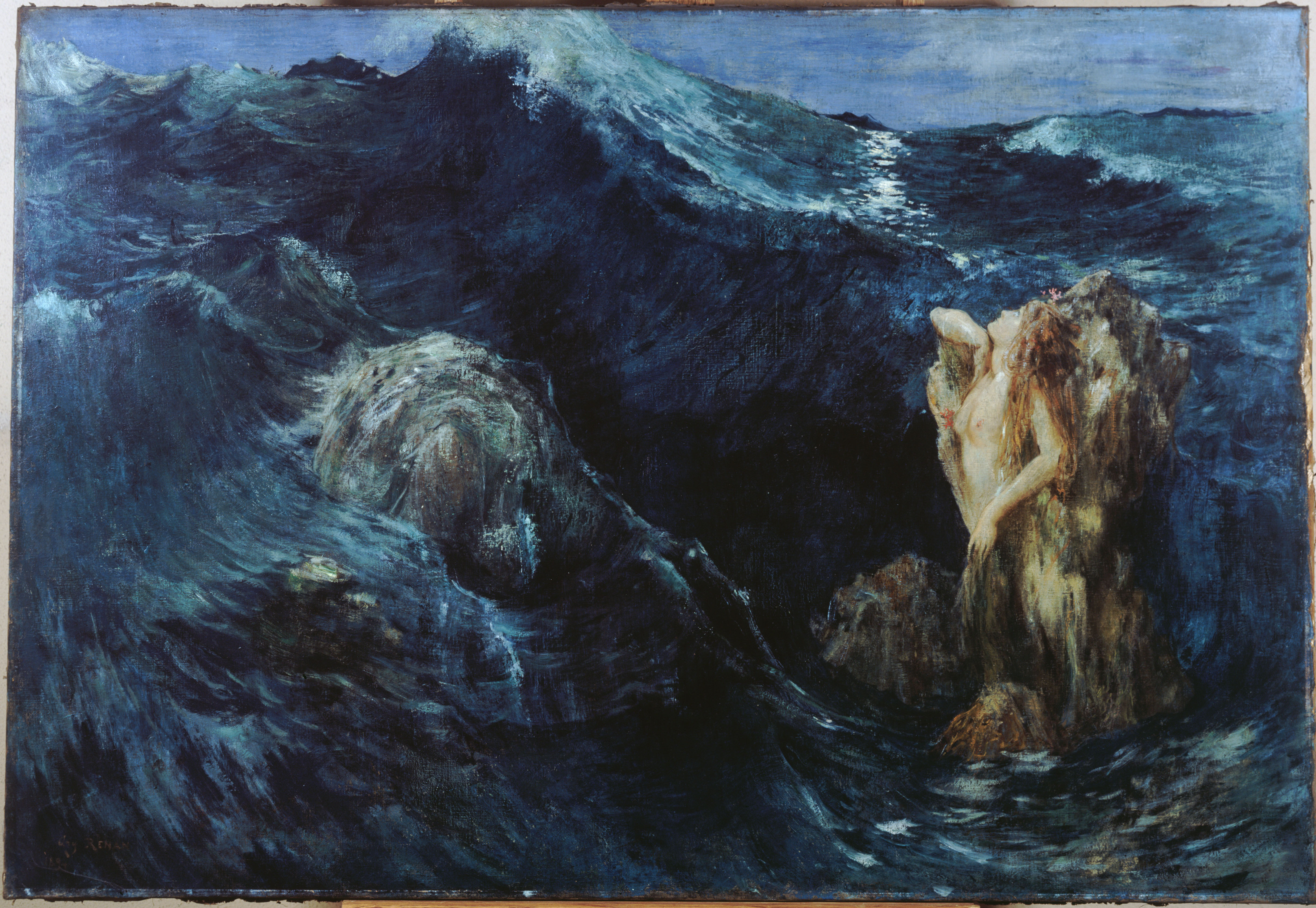
Сцилла и Харибда, 1894, Музей романтической жизни
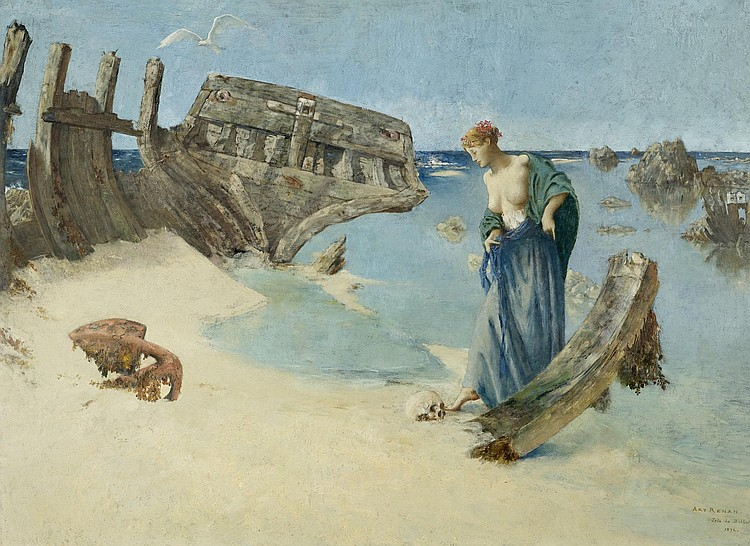
Девушка, созерцающая череп, 1892
Сапфо, ок. 1900, Музей романтической жизни
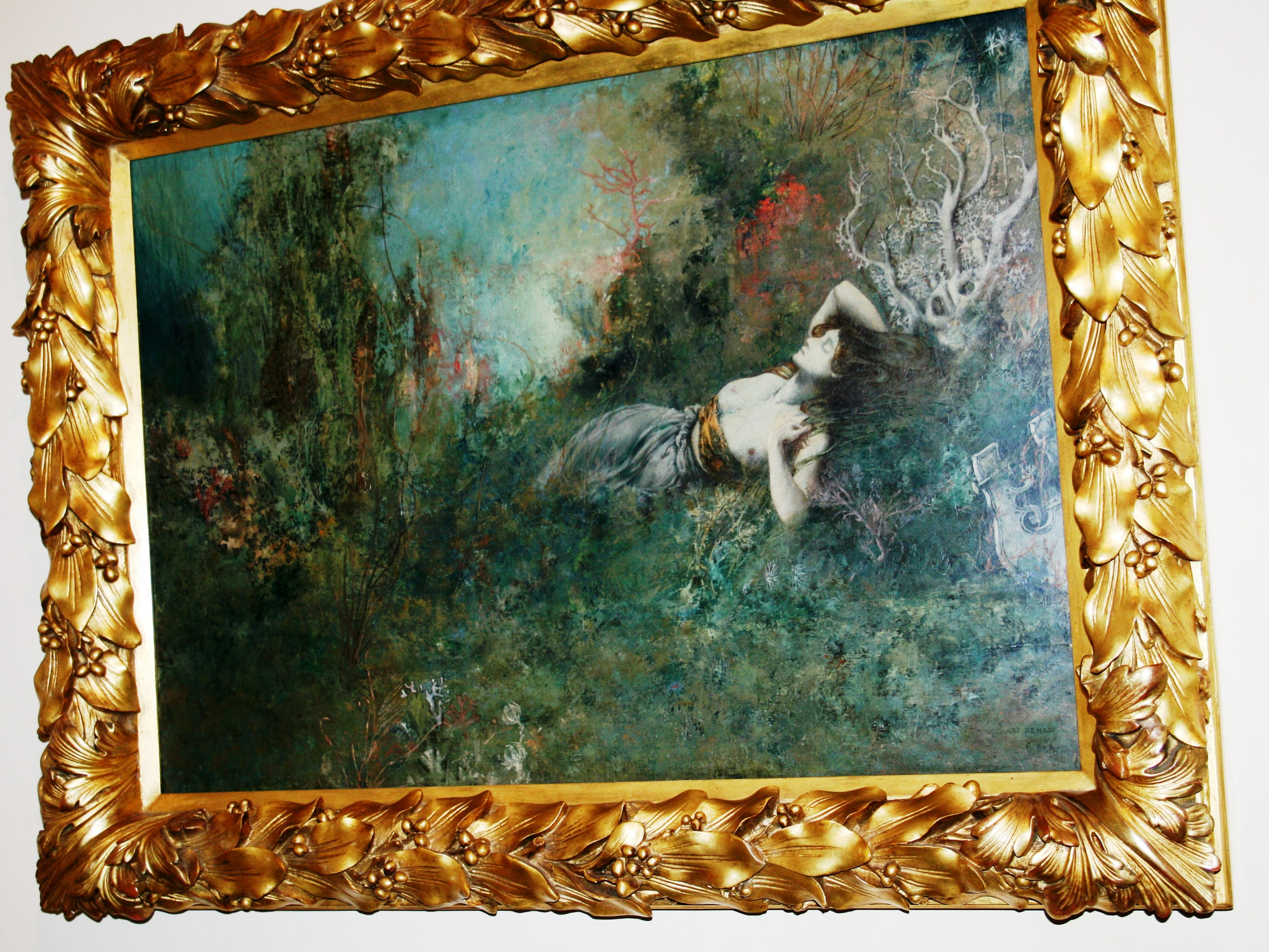
Спящая Сапфо, Дом-музей Эрнеста Ренана, Трегье
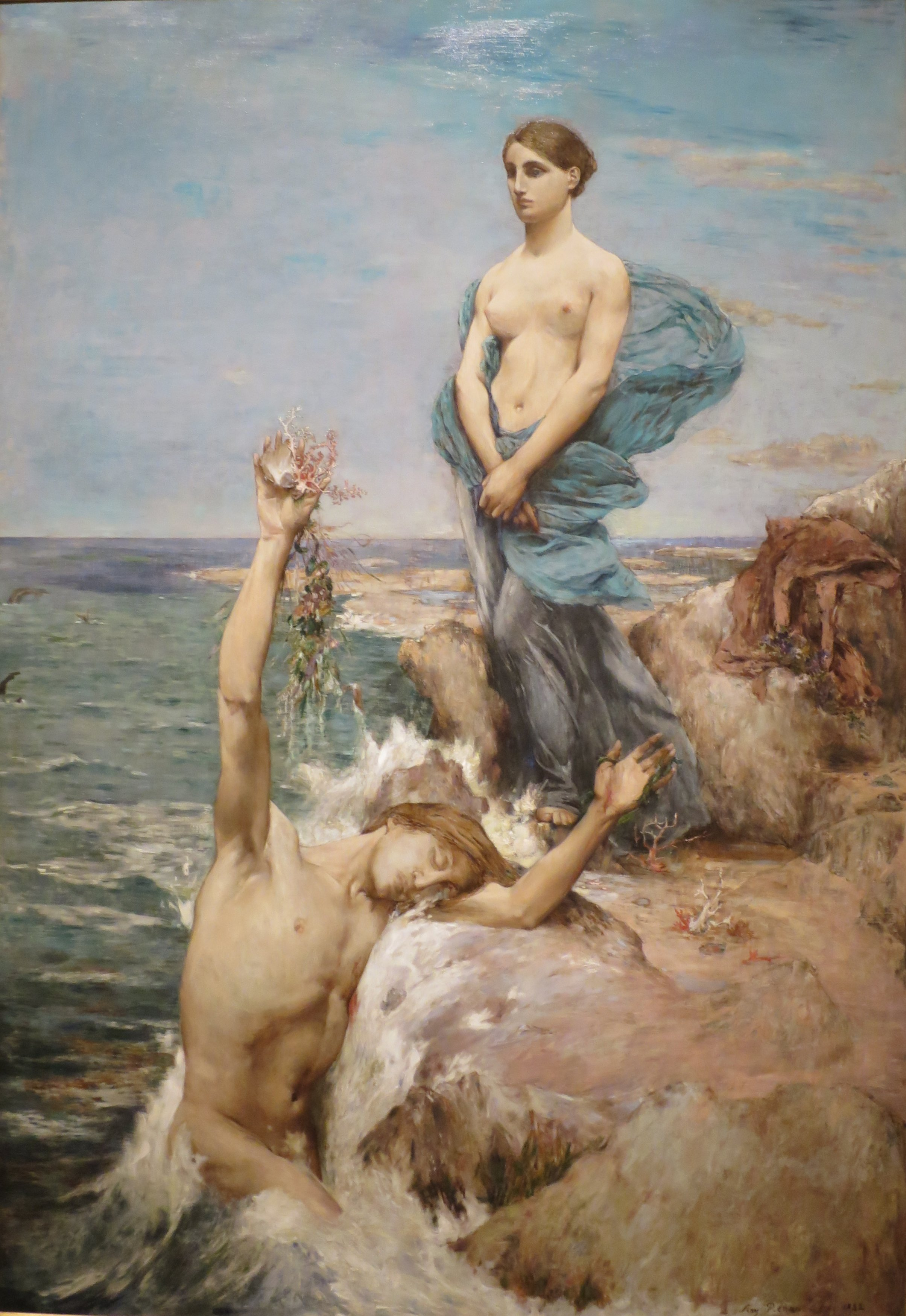
Ныряльщик за кораллами, 1882, Художественный музей Колумбуса, штат Огайо
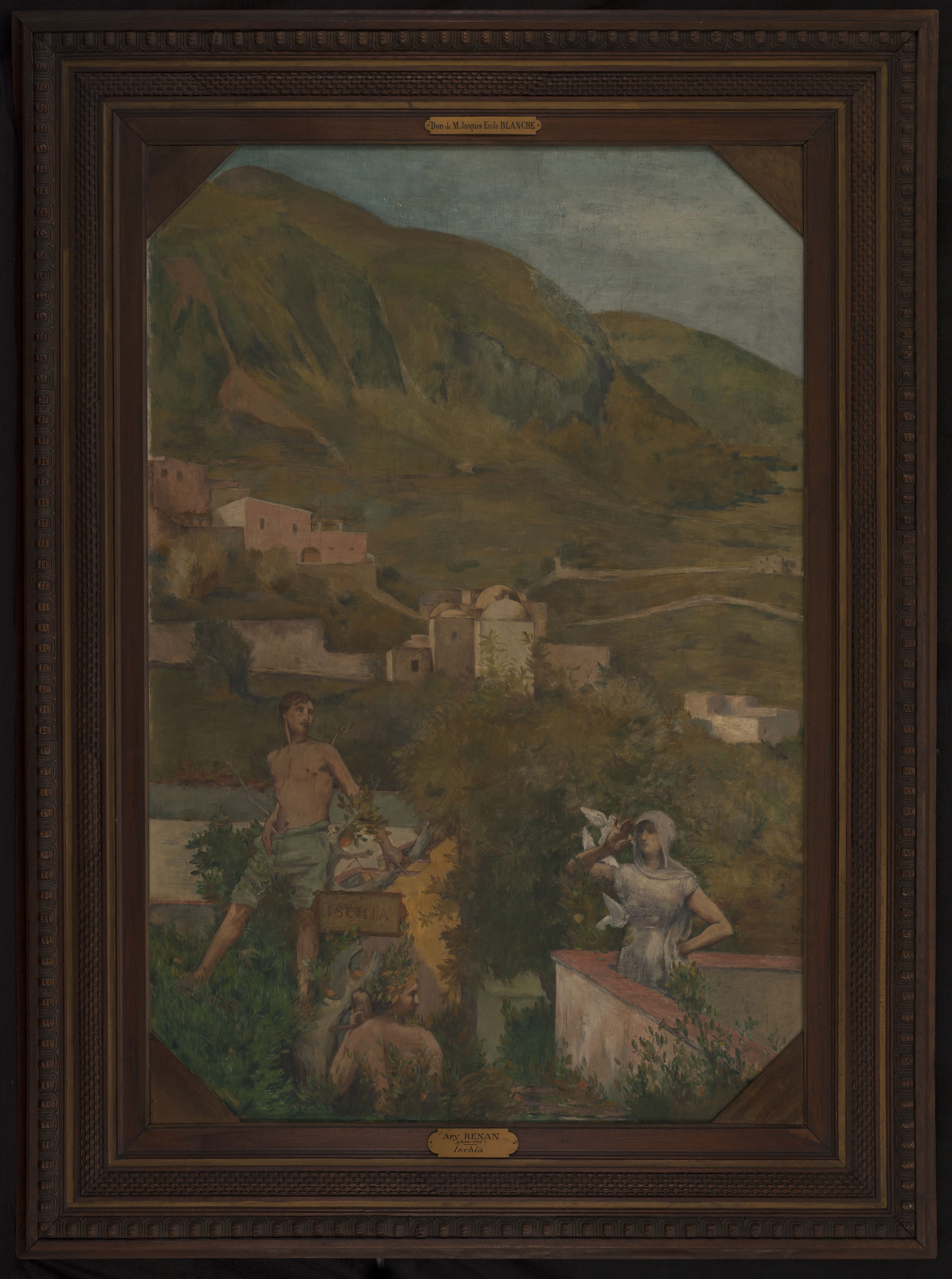
Искья в античности, ок. 1879, Малый дворец (Париж)

## Публикации Ари Ренана
- Gustave Moreau, éd. La Gazette des Beaux-Arts, Paris, 1886, 133 p. (биография художника Густава Моро).
- Le costume en France, Paris, Librairie-imprimeries réunis, 1890, 275 p.
- Paysages historiques (Ischia, Torcello, Kairouan, Tlemcen, Homs et Hama, les torrents du Haut-Liban), Paris, Calmann-Levy, 1898, 313 p. (путевые заметки о путешествии по Востоку и Средиземноморью).
- Rêves d’artistes, Paris, Calmann-Lévy, 1901, 164 p. (Собрание стихов).
- Ernest Renan, Patrice, Paris, Calmann-Lévy, 1909. (Иллюстрации Ари Ренана к книге его отца Эрнеста Ренана).